# Barón de Ros

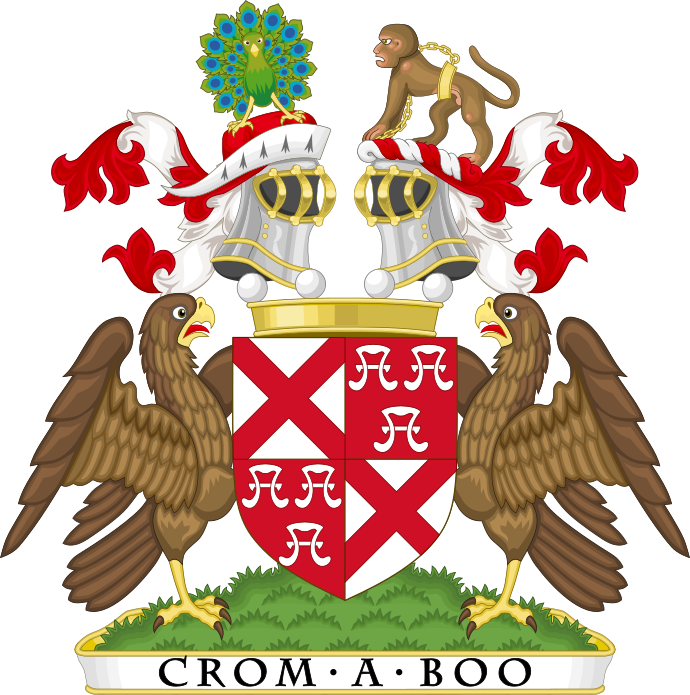
Blasón del 23° barón de Ros

La baronía de Ros, (en inglés) Baron de Ros, es un título de la nobleza de Inglaterra creado, el 24 de diciembre de 1264, por el rey Enrique III para Sir William de Ros, terrateniente inglés de la Edad Media que reclamó, sin éxito, su derecho al trono de Escocia, después de la muerte del rey Alejandro III.
El título es el primero de los barones dentro de los pares de Inglaterra.
De ascendencia anglonormanda, el actual titular, vive en Strangford Old Court en el Co. Down en Irlanda del Norte, Reino Unido.

## Lista de Barones de Ros
- William de Ros, I barón de Ros († 1317)
- William de Ros, II barón de Ros († 1343)
- William de Ros, III barón de Ros (c. 1326 † 1352)
- Thomas de Ros, IV barón de Ros (1336 † 1384)
- John de Ros, V barón de Ros (c. 1360 † 1394)
- William de Ros, VI barón de Ros (c. 1369 † 1414)
- John de Ros, VII barón de Ros († 1421)
- Thomas de Ros, VIII barón de Ros (c. 1405 † 1431)
- Thomas de Ros, IX barón de Ros (c. 1427 † 1464) (perdido 1464)
- Edmund de Ros, X barón de Ros († 1508) (recuperado 1485 ; suspenso 1508)
- George Manners, XI barón de Ros († 1513) (terminado de suspensión 1512)
- Thomas Manners, I conde de Rutland, XII barón de Ros († 1543)
- Henry Manners, II conde de Rutland, XIII barón de Ros (1526 † 1563)
- Edwards Manners, III conde de Rutland, XIV barón de Ros (1549 † 1587)
- Elizabeth Cecil, XV baronesa de Ros (c. 1572 † 1591)
- William Cecil, XVI barón de Ros (1590 † 1618)
- Francis Manners, VI conee de Rutland, XVII barón de Ros (1578 † 1632)
- Katherine Villiers, duquesa de Buckingham, XVIII baronesa de Ros († 1649)
- George Villiers, II duque de Buckingham, XIX barón de Ros († 1687) (suspenso 1687)
- Charlotte Boyle-Walsingham, XX baronesa de Ros (1769 † 1831) (terminado de suspensión 1806)

- Henry William FitzGerald-de Ros, XXI barón de Ros (1793 † 1839)
- William Lennox Lascelles FitzGerald-de Ros, XXII barón de Ros (1797 † 1874)
- Dudley Charles FitzGerald-de Ros, XXIII barón de Ros (1827 † 1907)
- Mary FitzGerald-de Ros, condesa de Dartrey, XXIV baronesa de Ros (1854 † 1939) (suspenso 1939)
- Una Ross, XXV baronesa de Ros (1879 † 1956) (terminado de suspensión 1943 ; suspenso 1956)
- Georgiana Maxwell, XXVI baronesa de Ros (1933 † 1983) (terminado de suspensión 1958)
- Peter Maxwell, XXVII barón de Ros (n. 1958):[1]
  - El Hon. Finbar James Maxwell (n. 1988) es heredero al título.[2]

### Galería heráldica de los titulares

De Ros
Manners
Cecil
Villiers
Boyle
FitzGerald-De Ros
Maxwell